# Ubiale Clanezzo
Ubiale Clanezzo är en ort och kommun i provinsen Bergamo i regionen Lombardiet i Italien. Kommunen hade 1 384 invånare (2018).